# 顏綠芬
顏綠芬（1954年10月29日—），臺灣音樂學家，彰化縣彰化市人，曾任國立臺北藝術大學音樂學系暨研究所專任教授，現已退休，專業領域為民族音樂學、歷史音樂學、臺灣音樂史。

## 音樂專業與學術
顏綠芬在九位兄弟姊妹中排行第五，約小學三年級開始學習鋼琴，彰化女中初中部直升同校高中部，1973年考入東吳大學音樂系，主修鋼琴，副修聲樂，師事陳綠綺、周唐可、徐頌仁、黃奉儀、馬水龍、陳茂萱、戴洪軒、許常惠等。1978年留學德國柏林工業大學，1988年取得柏林自由大學博士。留德期間，她不僅做音樂、文化現象研究，也融入德國社會，參與大學罷工、環保等抗議活動。曾任國立臺北藝術大學音樂學系系主任，後由邱坤良校長聘為教務長，另曾任校務研究發展中心主任、師培中心主任、通識教育中心主委等職。曾為教育部高中音樂課本審定委員會主委、大學評鑑委員、文化部文化資產局審議委員，並曾為國家文藝獎、金曲獎、金鼎獎評審。
顏綠芬著有《台灣前輩作曲家郭芝苑先生生命史研究》、〈蕭泰然音樂創作的風格與特色〉、〈蕭泰然音樂創作與重要作品分析〉、《台灣的真情樂章—郭芝苑》等書，合著《台灣的音樂》、《台灣當代作曲家》等。她撰寫的臺灣音樂史，包括臺灣原住民音樂、福佬及客家族群的民歌及傳統音樂，還有南管、北管音樂和歌仔戲及近代音樂的發展。

## 公共事務
馬英九政府於海協會會長陳雲林來臺時以驅離、拘捕等手段對付表達不同意見的臺灣民眾，引來許多爭議與衝突，觸發野草莓運動，顏綠芬發起音樂界為在自由廣場靜坐聲援抗議學生們的訴求。
2015年底，顏綠芬獲台灣團結聯盟提名為2016年立法委員選舉全國不分區及僑居國外國民選區第二名。

## 外部連結
- 顏綠芬 博士[永久]，國立臺北藝術大學音樂學系 （页面存档备份，存于）
- 他的音樂「和煦春風」親吻了每一個台灣靈魂----寫於「蕭泰然音樂節」 （页面存档备份，存于）, 自由時報, 2003-11-15
- 蕭泰然長逝 音留線上 樂滿人間, MUZIK Online, 2015-2-25
- 顏綠芬部分文章[永久], 新台灣新聞周刊
- 走出大中國主義迷思 顏綠芬從認識台灣開始 分析台灣一甲子音樂史 從遙想中國回歸鄉土情懷 （页面存档备份，存于）, 民報 (2014年), 2014-8-23
- 臺灣音樂群像 顏綠芬 （页面存档备份，存于）